# Bầu cử liên bang Úc 2010
Bầu cử liên bang Úc là một cuộc bầu cử tổ chức tại Úc vào tháng 8 năm 2010. Kết quả cuộc bầu cử này Đảng Lao động Úc, dưới sự lãnh đạo của Thủ tướng Julia Gillard, thành lập chính phủ thiểu số sau khi không giành được đa số ghế trong cuộc bầu cử liên bang Úc. Cuộc bầu cử liên bang được tổ chức vào ngày thứ bảy 21 tháng 8 năm 2010 để bầu ra các nghị sĩ Quốc hội thứ 43 của Úc. Đảng Lao động trung tả do thủ tướng đương nhiệm Julia Gillard lãnh đạo đã giành chiến thắng trước Đảng Liên minh Tự do/Quốc gia trung hữu đối lập do Tony Abbott lãnh đạo. Lao động thành lập một chính phủ thiểu số với sự ủng hộ của một nghị sĩ Đảng Xanh Úc và ba nghị sĩ độc lập.
Lao động và Liên minh mỗi bên giành được 72 ghế trong Hạ viện 150 ghế, thiếu bốn ghế nữa theo quy định để có thể lập chính phủ đa số, kết quả là Úc có một Quốc hội treo đầu tiên kể từ cuộc bầu cử năm 1940. Sáu crossbenchers giữ cân bằng quyền lực  Bandt Đảng Úc Xanh và Adam nghị sĩ độc lập, Andrew Wilkie, Rob Oakeshott và Tony Windsor tuyên bố ủng hộ đối với Lao động về sự tự tin và cung cấp. Nghị sĩ độc lập Bob Katter và đảng Quốc gia của Tây Úc Tony Crook tuyên bố ủng hộ đối với Liên minh về sự tự tin và cung cấp.